# Nouveau Western
Singles de MC Solaar
Le bien, le mal
(1993) Séquelles
(1994)
Nouveau Western est un single de MC Solaar, paru fin décembre 1993. Premier extrait de l'album Prose Combat, Nouveau Western contient un sample de la chanson Bonnie and Clyde, écrite et composée par Serge Gainsbourg en 1967, qu'il avait interprétée à l'époque avec Brigitte Bardot.

## Réception
Nouveau Western entre dans le Top 50 à partir du 25 décembre 1993, où il prend la vingt-deuxième place du classement. Début janvier 1994, le single fait une forte progression durant deux semaines, atteignant la quatrième place du Top. Bien que perdant quelques places, Nouveau Western parvient à rester dans les dix meilleures ventes de singles durant quatre semaines consécutives, puis pour une seule semaine. Il quitte le Top le 30 avril 1994, à la trente-huitième position.
Selon les estimations du site InfoDisc, les ventes du single atteignent les 165 000 exemplaires.

## Classement
| Classement (1994) | Meilleure position |
| ----------------- | ------------------ |
| France (SNEP)     | 4                  |

## Autour de sa création
Hubert Blanc-Francard, Boombass de Cassius, chargé de produire les morceaux de MC Solaar après le succès de l'album Qui sème le vent récolte le tempo, avait composé un instrumental pour Nouveau Western. Le premier morceau est enregistré sur une disquette et est supprimé malencontreusement. Boombass devant alors refaire un instrumental, reprend alors un sample de Serge Gainsbourg (celui de la chanson Bonnie and Clyde) dont il disposait.

## Vidéo-clip
Le vidéo-clip de Nouveau Western, réalisé par Stéphane Sednaoui, est lauréat de la Victoire du vidéo-clip.